# Mfana Futhi Bhembe
Mfanafuthi Taribo Bhembe (geb. 9. Oktober 1982, Mbabane, Eswatini) ist ein ehemaliger Fußballspieler auf der Position des Stürmers aus Eswatini. Er spielte für die Eswatinische Fußballnationalmannschaft von 2005 bis 2011 und ist verbunden mit dem Verein Mbabane Swallows.

## Leben
Bhembe begann seine Karriere beim Verein Nkomazi Sundowns F.C. und wechselte ein Jahr später, 2000, zu den Mbabane Swallows, bevor er im Juli 2006 an die Alabama Agricultural and Mechanical University ging.

### Zeit in den Vereinigten Staaten
In 16 Spielen, die er in einer überraschenden Saison 2008 für die Alabama A&M Bulldogs and Lady Bulldogs bestritt, erzielte er 14 Tore. Damit erreichte die Universitätsmannschaft in der SWAC Conference einen 9–5–3-Rekord.
Lagerwey sagte: „Futhi war der fünftbeste Torschütze in Division I in deser Saison. Er ist ein schneller Angriffsspieler, der die Dinge auf einem kollegialen Level erreicht, daher sind wir gespannt zu sehen, ob sich dies auch auf die Pros überträgt“ („Futhi was the fifth leading goal scorer in Division I this season. He’s a quick attacking player that got things done at the collegiate level, so we’re anxious to see if that can translate to the pros“).

### Spielermarkt
Im 2009 MLS SuperDraft wurde Bhembe vom Verein Real Salt Lake in der vierten Runde (57th overall) ausgewählt.
Er ging im Januar 2009 zu Real Salt Lake, wurde jedoch Mitte 2009 wieder entlassen.

### Rückkehr nach Afrika
Bereits am 10. Februar 2009 kehrte er zu den Mbabane Swallows zurück und unterzeichnete am 10. Juli 2009 einen Vertrag mit dem südafrikanischen Club Jomo Cosmos.

## Weitere Vereine
- 2003–2004: Royal Leopards F.C.
- 2004–2006: Mbabane Swallows[5][6]
- 2006–2008: Alabama A&M University[7]
- 2009: Mbabane Swallows
- 2009–2010: Jomo Cosmos

## International
Bhembe war von 2005 bis 2006 Mitglied der Eswatinischen Fußballnationalmannschaft.